# Trufla omszona
Trufla omszona (Tuber puberulum Berk. & Broome) – gatunek grzybów należący do rodziny truflowatych (Tuberaceae).

## Systematyka i nazewnictwo
Pozycja w klasyfikacji według Index Fungorum: Tuber, Tuberaceae, Pezizales, Pezizomycetidae, Pezizomycetes, Pezizomycotina, Ascomycota, Fungi.
Nazwa polska według checklist A. Chmiel.

## Morfologia
Owocnik
Pokroju kulistego, średnicy do 2 cm. Okrywa askokarpu gruba, u młodych owocników jasna, żółtobrązowa, po dojrzeniu ciemnobrązowa, pokryta białawymi włoskami. Obłocznia początkowo biaława, potem brązowiejąca, ostatecznie pomarańczowobrązowa, z nieregularnymi, promieniście rozchodzącymi się, białawymi żyłkami. Worki o wymiarach 100–180×72,5–102,5 μm, niemal kuliste, zawierające od 1 do 4 (sporadycznie 5) askospor każdy.
Zarodniki
Prawie kuliste, o średnicy 22,5–40 μm (rozmiar zależny od ilości zarodników w worku), początkowo bezbarwne (hialinowe), po dojrzeniu żółtobrązowe, o powierzchni pokrytej regularną, siatkowatą ornamentacją o wysokości 2,5–5 μm.

## Występowanie
Występowanie trufli omszonej potwierdzono w Danii, Hiszpanii, Maroko, Niemczech, Norwegii, Szwecji Węgrzech i Wielkiej Brytanii w: Austrii, Belgii, Bułgarii. Występuje również w Polsce. 

## Znaczenie
Organizm mikoryzowy, rozwijający się w glebie i wytwarzający jadalne, bulwiaste, podziemne owocniki.